# Spilosoma hunana
Spilosoma hunana är en fjärilsart som beskrevs av Daniel 1943. Spilosoma hunana ingår i släktet Spilosoma och familjen björnspinnare. Inga underarter finns listade i Catalogue of Life.